# René Blum
René Blum, fratello minore di Léon Blum, (Parigi, 13 marzo 1878 – Auschwitz, 28 settembre 1942) è stato un artista francese di origine ebraica, vittima dell'Olocausto. Fu impresario, coreografo e fondatore del Balletto dell'Opéra di Montecarlo.

## Biografia

### Inizi
René Blum nasce a Parigi. All'inizio del secolo è collaboratore del giornale letterario parigino Gil Blas e affermato critico teatrale. Durante la Prima Guerra Mondiale Blum combatte nella battaglia della Somme. Contribuisce a mettere in salvo capolavori minacciati dalle operazioni belliche nella cattedrale di Amiens e per questo viene insignito con la croce di guerra francese.

### Montecarlo
Diventa direttore teatrale e di operetta a Montecarlo nel 1924, presso i Balletti Russi di Sergej Diaghilev. Nel 1931, Blum viene incaricato da Luigi II Principe di Monaco allo scopo di creare una compagnia di balletto che continui il lavoro di Diaghilev (morto nel 1929). Nel 1932, con il sostegno del finanziere Serge Denham, Blum e il Colonnello W. de Basil fondano la compagnia Ballet Russe de Monte Carlo.
Blum e de Basil fanno fallimento nel 1934, e il Balletto Russo si scioglie. Tuttavia Blum continua a mantenere vivo il balletto a Montecarlo: ingaggia dapprima la ballerina e coreografa Bronislava Nijinska, e dopo di lei Michel Fokine. Nel 1937 Blum e l'ex coreografo dei Balletti Russi Léonide Massine ottengono finanziamenti da Julius Fleischmann Jr. per creare una nuova compagnia. Nel 1938 la nuova compagnia riprende il nome di "Balletto Russo di Montecarlo", anche se allo scoppio della guerra, nel 1939, si trasferisce definitivamente a New York. La compagnia rimasta a Montecarlo prenderà poi il nome di Nuovi Balletti di Montecarlo nel 1985.

### Deportazione e morte
Nell'estate del 1940, dopo l'occupazione tedesca di Parigi, Blum ritorna in Francia per stare vicino alla famiglia. È tra i primi ebrei francesi a essere arrestati dalla polizia francese, il 12 dicembre 1941 nella sua casa di Parigi. Viene portato nel campo di internamento di Beaune-la-Rolande, poi in quello di Drancy. Il 23 settembre 1942 viene trasferito ad Auschwitz. Durante la prigionia è noto fra i compagni per i suoi racconti di vita artistica che contribuiscono a sollevare il morale. Viene ucciso dai nazisti a fine settembre 1942 all'età di 64 anni.